# Disminución de las poblaciones de insectos

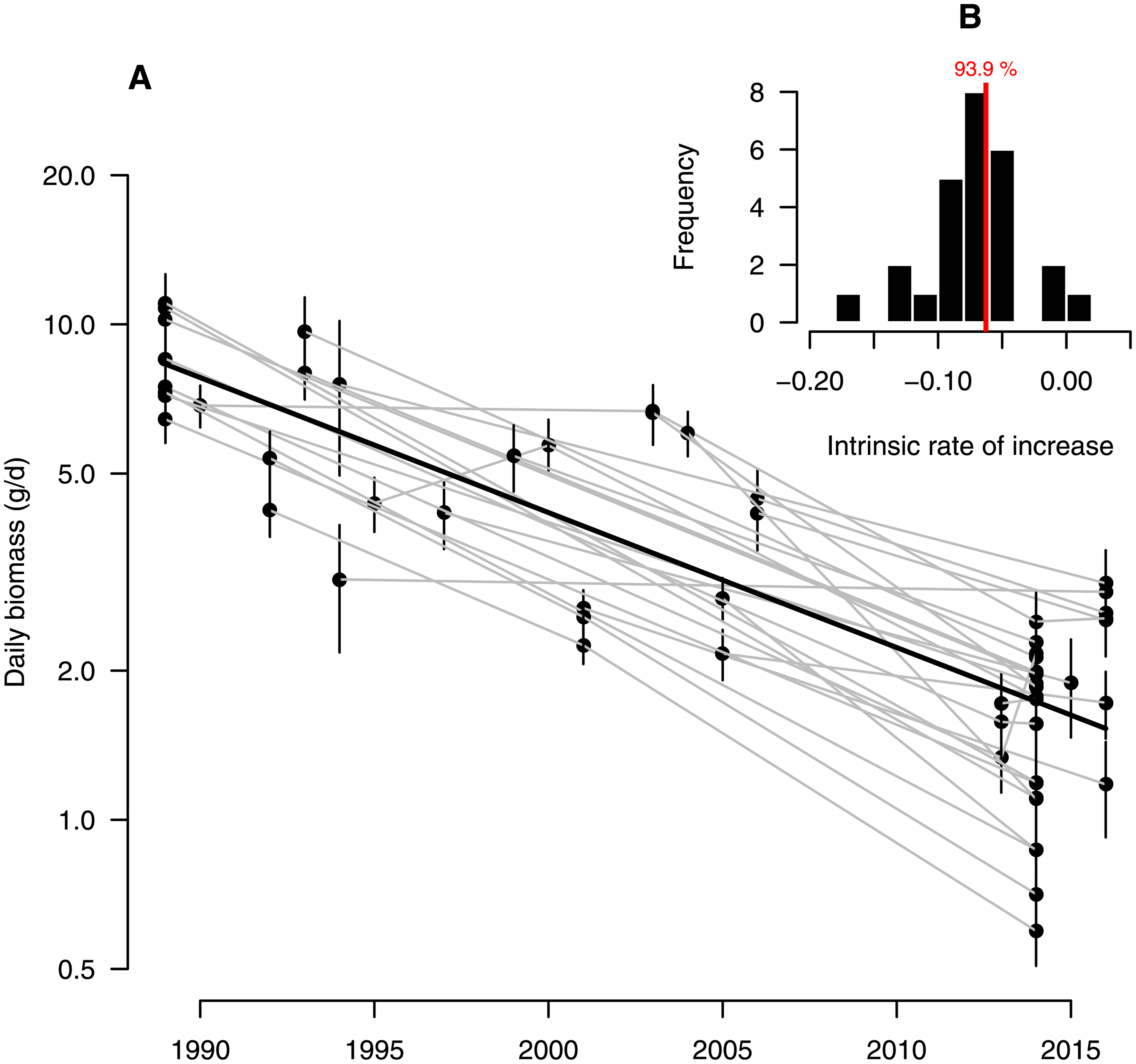
Disminución anual de 5,2 % de biomasa de insectos voladores en reservas ecológicas de Alemania, aproximadamente 75 % de disminución en 26 años.

Variaciones de poblaciones de insectos según la Unión Internacional para la Conservación de la Naturaleza. Órdenes Collembola, Hymenoptera, Lepidoptera, Odonata y Orthoptera. Rojo: disminución. Verde, aumento. Gris, sin cambios.

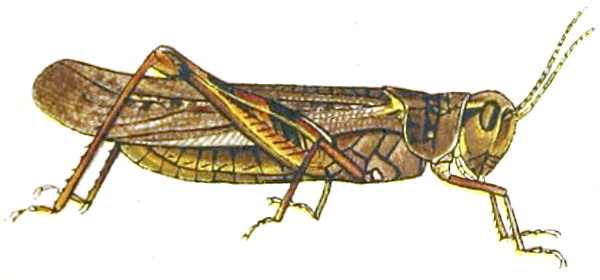
Una ilustración de 1902 de un ejemplar de Langosta de las montañas rocosas (Melanoplus spretus). Se vieron estos insectos con números estimados a más de 10 billones de individuos hasta 1875. Poco después, su población disminuyó rápidamente, con el último visto en 1902, y se declaró como especie extinta en 2014.

Varios estudios informan de lo que parece ser una disminución de las poblaciones de insectos. Algunos de los insectos más afectados son las abejas, mariposas y polillas, escarabajos, libélulas y damiselas. La evidencia anecdótica de una abundancia aparente mucho mayor de insectos en el siglo XXque todos tenemos en memoria es la de los impactos de insectos en los parabrisas y matrículas de los vehículos.
Las posibles causas de la disminución son: la destrucción del hábitat, incluida la agricultura intensiva, el uso de plaguicidas (en particular los insecticidas), la urbanización, la industrialización, las especies introducidas y el cambio climático. No todos los órdenes de insectos se ven afectados de la misma manera; muchos grupos son objeto de una investigación parcial y a menudo no se dispone de cifras comparativas de décadas anteriores.
En 2018 el gobierno alemán inició un "Programa de acción para la protección de los insectos" y en 2019 un grupo de 27 entomólogos y ecologistas británicos escribió una carta abierta en la que pedían al centro de investigación del Reino Unido "que permitiera una investigación intensiva y sin demora sobre la amenaza real de la alteración ecológica causada por la disminución de los insectos".

## Historia
El registro fósil de insectos se remonta a cientos de millones de años atrás. Sugiere que existen niveles de fondo continuos tanto de nuevas especies que aparecen como de extinciones. Muy ocasionalmente, el registro también parece mostrar extinciones masivas de insectos, entendidas como causadas por fenómenos naturales como la actividad volcánica o el impacto de meteoritos. El evento de extinción del Pérmico-Triásico fue el de mayor extinción de insectos y el del Cretácico-Paleógeno el segundo más alto. La diversidad de insectos se ha recuperado después de las extinciones masivas, como resultado de períodos en los que se originan nuevas especies con mayor frecuencia, aunque la recuperación puede llevar millones de años.
La preocupación por la extinción del Holoceno causada por el hombre va en aumento desde finales del siglo XX, aunque gran parte de la preocupación inicial no se centraba en los insectos. En un informe sobre los invertebrados del mundo, la Sociedad Zoológica de Londres sugirió en 2012 que las poblaciones de insectos estaban disminuyendo en todo el mundo, afectando la polinización y el suministro de alimentos para otros animales. Se estimó que alrededor del 20 por ciento de todas las especies de invertebrados estaban amenazadas de extinción y que las especies con menor movilidad y menor área de distribución eran las que corrían mayor riesgo.
Los estudios que han encontrado la disminución de insectos han estado disponibles durante décadas -un estudio siguió un descenso de 1840 a 2013- pero fue la reedición en 2017 del estudio alemán sobre reservas naturales lo que hizo que el tema recibiera una amplia eco en los medios de comunicación. La prensa informó del declive con titulares alarmantes, como "Apocalipsis de insectos". El ecologista Dave Goulson dijo a The Guardian en 2017: "Parece que estamos haciendo que vastas extensiones de tierra sean inhóspitas para la mayoría de las formas de vida y actualmente nos dirigimos hacia el Armagedón ecológico". En muchos estudios se ha comprobado que factores como la abundancia, la biomasa y la riqueza de especies están disminuyendo en algunos lugares, pero no en todos; algunas especies están en declive y otras no. Los insectos estudiados han sido principalmente mariposas y polillas, abejas, escarabajos, libélulas, damiselas y moscas de las piedras. Cada especie se ve afectada de diferentes maneras por los cambios en el medio ambiente y no se puede inferir que haya una disminución consistente entre los diferentes grupos de insectos. Cuando las condiciones cambian, algunas especies se adaptan fácilmente al cambio mientras que otras luchan por sobrevivir.

## Causas sugeridas
La disminución se ha atribuido a la destrucción del hábitat causada por la agricultura intensiva y la urbanización, el uso de pesticidas las especies introducidas, el cambio climático y la iluminación artificial. El uso de cantidades cada vez mayores de insecticidas y herbicidas en los cultivos ha afectado no sólo a las especies de insectos, sino también a las plantas de las que se alimentan. El cambio climático y la introducción de especies exóticas que compiten con las autóctonas ponen a las especies nativas bajo presión, y como resultado, es más probable que sucumban a los patógenos y parásitos [se necesita una fuente mejor.] Mientras que algunas especies como las moscas y las cucarachas podrían aumentar como resultado, se estima que la biomasa total de insectos disminuye alrededor de un 2,5% por año.

## Evidencia

### Estudio de Insectos Rothamsted
El Rothamsted Insect Survey en Rothamsted Research, Harpenden, Inglaterra, comenzó a monitorear trampas de succión de insectos en todo el Reino Unido en 1964. Según el grupo, estos datos han producido "los datos estandarizados a largo plazo sobre insectos más completos del mundo". Las trampas son "efectivamente aspiradoras al revés que funcionan las 24 horas del día, los 7 días de la semana, muestreando continuamente el aire en busca de insectos migratorios", según James Bell, el líder de la encuesta, en una entrevista en 2017 con la revista Science. Entre 1970 y 2002, la biomasa de insectos capturados en las trampas disminuyó en más de dos tercios en el sur de Escocia, aunque permaneció estable en Inglaterra. Los científicos especulan que la abundancia de insectos ya se había perdido en Inglaterra en 1970 (las cifras en Escocia eran más altas que en Inglaterra cuando comenzó el estudio), o que los pulgones y otras plagas aumentaron allí en ausencia de sus insectos depredadores.

### Dirzo et al. 2014
Una revisión de 2014 por Rodolfo Dirzo y otros en Science señaló: "De todos los insectos con tendencias poblacionales documentadas por la UICN [203 especies de insectos en cinco órdenes], el 33% están disminuyendo, con una fuerte variación entre órdenes". En el Reino Unido, "entre el 30 y el 60% de las especies por orden tienen tendencias decrecientes". Los insectos polinizadores, "necesarios para el 75% de todos los cultivos alimentarios del mundo", parecen estar "en fuerte declive a nivel mundial, tanto en abundancia como en diversidad", lo que se ha relacionado en el norte de Europa con el declive de las especies vegetales que dependen de ellos. El estudio se refería a la pérdida de vertebrados e invertebrados causada por el hombre como la "defaunación antropocena".

### Estudio de Krefeld
En 2013, la Sociedad Entomológica de Krefeld informó de una "enorme reducción de la biomasa de insectos" atrapados en trampas de mosquitos en 63 reservas naturales de Alemania (57 en Renania del Norte-Westfalia, una en Renania-Palatinado y otra en Brandenburgo). Un nuevo análisis publicado en 2017 sugería que, en 1989-2016, se había producido una "disminución estacional del 76% y a mediados del verano del 82%, en la biomasa de insectos voladores durante los 27 años de estudio". La disminución fue "aparente independientemente del tipo de hábitat" y no pudo ser explicada por "cambios en el clima, el uso de la tierra y las características del hábitat". Los autores sugieren que no sólo las mariposas, las polillas y las abejas silvestres parecen estar en declive, como indicaban estudios anteriores, sino "la comunidad de insectos voladores en su conjunto". Según The Economist, el estudio fue el "tercer estudio científico más citado (de todo tipo) en los medios de comunicación en 2017"; dio lugar a informes de los medios de comunicación sobre el "Armagedón ecológico". El entomólogo británico Simon Leather escribió que los autores del estudio no pudieron relacionar el declive con el cambio climático o los pesticidas, pero sugirieron que se trataba de agricultura intensiva. Si bien está de acuerdo con sus conclusiones, advierte que "los datos se basan en la biomasa, no en las especies, y los hábitats no se muestrean continuamente y no son representativos a nivel mundial".
Como resultado de los estudios de Krefeld y otros, el gobierno alemán estableció un "Programa de Acción para la Protección de Insectos". Al escribir sobre el estudio de Krefeld, el entomólogo británico Simon Leather dijo que esperaba que los informes sobre un Armagedón ecológico hubieran sido exagerados; argumentó que el estudio de Krefeld y otros estudios deberían ser una llamada de atención y que se necesitan más fondos para apoyar los estudios a largo plazo.

### Bosque Nacional "El Yunque"
Un estudio de 2018 del Bosque Nacional "El Yunque" en Puerto Rico reportó una disminución en artrópodos y en lagartijas, ranas y aves (especies insectívoras) en 1976-2012. El entomólogo estadounidense David Wagner calificó el estudio de "toque de diana" y "uno de los artículos más perturbadores" que jamás había leído. Los investigadores reportaron "pérdidas de biomasa entre el 98% y el 78% de los artrópodos que viven en el suelo y en el dosel durante un período de 36 años, con pérdidas anuales respectivas entre el 2,7% y el 2,2%". La disminución se atribuyó a un aumento de la temperatura media; las especies de insectos tropicales no pueden tolerar una gama más amplia de temperaturas. El autor principal, Brad Lister, dijo a The Economist que los investigadores se sorprendieron por los resultados: "No podíamos creer los primeros resultados. Recuerdo (en los años 70) mariposas por todas partes después de la lluvia. El primer día (en 2012), no vi ni una".

### Estadísticas de los Países Bajos
En 2019, un estudio de "Statistics Netherlands y Vlinderstichting" (Conservación de la mariposa holandesa) sobre el número de mariposas en los Países Bajos entre 1890 y 2017 indicaba una disminución estimada del 84 por ciento. Cuando se analizó por tipo de hábitat, se encontró que la disminución se había estabilizado en los pastizales y bosques, pero que había continuado en las últimas décadas en los brezales.

### 2019 Revisión de Sánchez-Bayo y Wyckhuys
Una revisión de 2019 de Francisco Sánchez-Bayo y Kris A. G. Wyckhuys en la revista Biological Conservation analizó 73 estudios de insectos a largo plazo que habían mostrado disminución, la mayoría de ellos en los Estados Unidos y Europa Occidental. Si bien los autores observaron aumentos de la población de determinadas especies de insectos en determinadas zonas, informaron de una pérdida anual de biomasa del 2,5%. Escribieron que la revisión "reveló tasas dramáticas de disminución que podrían llevar a la extinción del 40% de las especies de insectos del mundo en las próximas décadas", una conclusión que fue cuestionada. Observaron las limitaciones de la revisión, a saber, que los estudios se concentraron principalmente en grupos de insectos populares (mariposas y polillas, abejas, libélulas y escarabajos); pocos se habían realizado en grupos como Diptera (moscas), Orthoptera (que incluye saltamontes y grillos) y Hemiptera (como los pulgones); no se dispone de datos del pasado para calcular las tendencias; y los datos que existen se refieren principalmente a Europa Occidental y América del Norte, con los trópicos y el hemisferio sur (principales hábitats de insectos) subrepresentados.
Se cuestionó la metodología y el fuerte lenguaje de la revisión; varios entomólogos estuvieron de acuerdo en que los datos sobre la disminución de insectos son demasiado fragmentados y no representativos de la población general como para apoyar algunas de las extrapolaciones hiperbólicas. Las palabras clave utilizadas para una búsqueda en la base de datos de la literatura científica fueron [insecto*] y [disminución*] + [encuesta], que en su mayoría devolvieron estudios que encontraron disminuciones, no aumentos. Sánchez-Bayo respondió que dos tercios de los estudios revisados provenían de fuera de la búsqueda en la base de datos. David Wagner escribió que muchos estudios han demostrado que "no hay cambios significativos en el número de insectos o en el peligro, a pesar de un sesgo de información significativo en contra de los investigadores que escriben artículos sobre hallazgos no significativos y revistas para publicarlos". Según Wagner, el mayor error de los documentos fue equiparar "la disminución del 40% de la población o de la superficie geográfica de los países pequeños con altas densidades humanas y cerca de la mitad o más de sus tierras dedicadas a la agricultura a la `extinción del 40% de las especies de insectos del mundo en las próximas décadas'". Escribió que la extinción del 40 por ciento equivaldría a la pérdida de alrededor de 2,8 millones de especies, mientras que se sabe que menos de 100 especies de insectos se han extinguido. Aunque es cierto que los insectos están disminuyendo, escribió, la revisión no proporcionó pruebas que apoyen su conclusión. Otras críticas incluyeron que los autores atribuyeron la disminución a amenazas particulares basadas en los estudios que revisaron, incluso cuando esos estudios simplemente habían sugerido amenazas en lugar de identificarlas claramente. La ecologista británica Georgina Mace coincidió en que la revisión carecía de la información detallada necesaria para evaluar la situación, pero dijo que podría subestimar la tasa de disminución de insectos en los trópicos.

### Pruebas anecdóticas
La evidencia anecdótica de la disminución de insectos ha sido ofrecida por aquellos que recuerdan una mayor abundancia de insectos en el siglo XX. El entomólogo Simon Leather recuerda que, en la década de 1970, las ventanas de las casas de Yorkshire que visitó en su ronda de papel de madrugada estaban "enlucidas con polillas tigres" atraídas por la iluminación de la casa durante la noche. Las polillas tigre han desaparecido en gran medida de la zona. Otra anécdota es recordada por el ecologista Michael McCarthy sobre la desaparición de las "tormentas de nieve de polillas", una visión relativamente común en el Reino Unido en la década de 1970 y antes. Las tormentas de nieve de polillas ocurrían cuando las polillas se congregaban con tal densidad que podían aparecer como una ventisca en el haz de los faros de los automóviles.
El fenómeno de los parabrisas (parabrisas de coches cubiertos de insectos muertos), incluso después de un corto viaje en coche a través de una zona rural de Europa y América del Norte, también parece haber desaparecido en gran medida; en el siglo XXI, los conductores se dan cuenta de que pueden pasar un verano entero sin casos de insectos en el parabrisas. John Rawlins, director de zoología de invertebrados del Museo Carnegie de Historia Natural, especuló en 2006 que un diseño más aerodinámico del coche podría explicar el cambio. El entomólogo Martin Sorg dijo a Science en 2017: "Conduzco un Land Rover, con la aerodinámica de un frigorífico y hoy en día se mantiene limpio". Rawlins agregó que la tierra junto a las carreteras de alta velocidad se ha vuelto más cuidada y por lo tanto menos atractiva para los insectos. En 2004, la Real Sociedad para la Protección de las Aves organizó un Gran Conteo de Insectos (Big Bug Count), en el que se expidieron "splatómetros" a unos 40.000 voluntarios para ayudar a contar el número de insectos que colisionaban con sus placas de matrícula. Encontraron un promedio de un insecto por cada 5 millas (8 km), lo que fue menos de lo esperado.

## Medidas de conservación
Después de varios estudios, incluyendo el estudio de Krefeld de 2017, el Ministerio de Medio Ambiente alemán, la BMU, inició un Programa de Acción para la Protección de Insectos (Aktionsprogramm Insektenschutz). Sus objetivos incluyen la promoción de hábitats de insectos en el paisaje agrícola y la reducción del uso de pesticidas, la contaminación lumínica y los contaminantes en el suelo y el agua. Citando una advertencia de 2010 de Lord May, los autores de la revista mundial 2019 sugieren que es necesario tomar medidas decisivas "para evitar un colapso catastrófico de los ecosistemas de la naturaleza".
En un documento de 2019, los científicos Olivier Dangles y Jérôme Casas enumeraron 100 estudios y otras referencias que sugieren que los insectos pueden ayudar a alcanzar los Objetivos de Desarrollo Sostenible (SDG) adoptados en 2015 por las Naciones Unidas. Argumentaron que la comunidad mundial de formulación de políticas debería continuar su transición de ver a los insectos como enemigos, a la visión actual de los insectos como "proveedores de servicios de los ecosistemas" y debería avanzar hacia una visión de los insectos como "soluciones para los SDG" (tales como su uso como alimento y control biológico de plagas).
Chris D. Thomas y otros científicos advirtieron de la necesidad de una "mentalidad conjunta" para responder al declive, idealmente respaldada por datos más sólidos que los disponibles hasta ahora. En particular, advierten que un enfoque excesivo en la reducción del uso de plaguicidas podría ser contraproducente. Afirman que las plagas ya causan un 35% de pérdida de rendimiento en los cultivos, que a veces se eleva al 70% cuando no se utilizan plaguicidas. Si el déficit de cultivos se compensa con la expansión de las tierras agrícolas con la deforestación y la destrucción de otros hábitats, podría agravar la disminución de los insectos.
La Entomological Society of America aconseja que las medidas que la gente común puede tomar incluyen mantener la diversidad de plantas en sus jardines y dejar "hábitat natural, como la hojarasca y la madera muerta". Aplicaciones telefónicas como iNaturalist pueden utilizarse para fotografiar e identificar especímenes; éstas se están utilizando en programas como el City Nature Challenge. Las actividades y proyectos pueden centrarse en un tipo particular de insecto, como la Semana Nacional de los lepidópteros y la conservación de la mariposa monarca en California.
En el Reino Unido, 27 ecologistas y entomólogos firmaron una carta abierta a The Guardian en marzo de 2019, en la que pedían al centro de investigación británico que investigara el declive. Entre los firmantes se encontraban Leather, Stuart Reynolds (expresidente de la Royal Entomological Society), John Krebs y John Lawton (ambos expresidentes del Natural Environment Research Council), Paul Brakefield, George McGavin, Michael Hassell, Dave Goulson, Richard Harrington (editor de la revista Antenna de la Royal Entomological Society), Kathy Willis y Jeremy Thomas.
La Academia Suiza de Ciencias Naturales elaboró un informe sobre el tema en abril de 2019, en el que se afirmaba que el 60% de los insectos de Suiza estaban en peligro, que se había producido una disminución del 60% en el número de aves insectívoras y que era necesario tomar medidas urgentes para abordar las causas.

## Disminución de los estudios sobre insectos
Una de las razones por las que los estudios sobre el declive son limitados es que la taxonomía, un campo en el que se investiga la biodiversidad, está en declive. Los cursos de biología general en la universidad dan menos atención a los insectos y el número de biólogos especializados en entomología está disminuyendo a medida que se expanden especialidades como la genética. Además, los estudios que investigan la disminución tienden a realizarse recolectando insectos y matándolos en trampas, lo que plantea un problema ético para los conservacionistas.